# Дружинович Валерій Павлович
Валерій Павлович Дружинович (нар. 4 травня 1961, Ковель Волинська область, УРСР) — депутат Ковельської міської ради восьмого скликання, член фракції «За майбутнє». Заслужений тренер України.

## Біографія
Народився 4 травня 1961 року в місті Ковель. 
Вищу освіту здобув у Луцькому державному університеті імені Лесі Українки за спеціальністю «Вчитель фізичного виховання».
У 1983—1985 роках проходив строкову військову службу. 
У 1985—2000 роках був вчителем фізичної культури у Ковельській загальноосвітній школі №11.
З 2000 року — тренер-викладач обласної спортивної школи дітей та молоді з інвалідністю в Ковелі.

## Нагороди
- Орден «За заслуги» III ступеня — за вагомий особистий внесок у розвиток паралімпійського руху, підготовку спортсменів міжнародного класу, досягнення високих спортивних результатів національною паралімпійською збірною командою України на ХVІІ літніх Паралімпійських іграх 2024 року[3].
- Медаль «За працю і звитягу» — за досягнення високих спортивних результатів на IX зимових Паралімпійських іграх у Турині, виявлені при цьому мужність, волю і самовідданість, піднесення міжнародного престижу України[4].
- Ювілейна медаль «20 років незалежності України» — за значний особистий внесок у соціально-економічний, науково-технічний та культурно-освітній розвиток Української держави, вагомі трудові здобутки та багаторічну сумлінну працю[5].
- Почесне спортивне звання  «Заслужений тренер України».